# Nuevo Progreso, San Juan Mazatlán
Nuevo Progreso är en ort i Mexiko.   Den ligger i kommunen San Juan Mazatlán och delstaten Oaxaca, i den sydöstra delen av landet, 500 km sydost om huvudstaden Mexico City. Nuevo Progreso ligger 156 meter över havet och antalet invånare är 276.
Terrängen runt Nuevo Progreso är platt åt nordost, men åt sydväst är den kuperad. Runt Nuevo Progreso är det ganska glesbefolkat, med 28 invånare per kvadratkilometer. Närmaste större samhälle är Jesús Carranza, 16,4 km nordost om Nuevo Progreso. Omgivningarna runt Nuevo Progreso är en mosaik av jordbruksmark och naturlig växtlighet.